# Wilkowo (województwo mazowieckie)
Wilkowo – wieś sołecka w Polsce położona w województwie mazowieckim, w powiecie ciechanowskim, w gminie Opinogóra Górna. Pierwotnie własność szlachecka rodziny Wilkowskich, herbu Grzymała. Leży nad Soną dopyłwem Wkry.
Wieś szlachecka położona była w drugiej połowie XVI wieku w powiecie ciechanowskim ziemi ciechanowskiej. W latach 1975–1998 miejscowość należała administracyjnie do województwa ciechanowskiego.